# Museu Internacional del Toc Manual de Campanes d'Albaida (MitMac)
El Museu Internacional del Toc Manual de Campanes (MitMac) és un museu que es troba a la localitat d'Albaida, a la comarca de la Vall d'Albaida de la Comunitat Valenciana. És el primer museu del món dedicat al toc manual de campanes i es compon de quatre elements:
- El Campanar Viu.
- L'Escola de Campaners.
- L'espai de les Emocions.
- El Carilló de Campanes.

En espera de la inauguració dels altres espais al llarg d'any 2024, actualment només es pot visitar el Campanar Viu en horari de tocs, els altres espais estan en fase de construcció.

## Història
El toc manual de campanes és un senyal d'identitat d'Albaida, que és l'única localitat de la Comunitat Valenciana que conserva aquest toc de manera ininterrompuda des del segle XIII. El toc manual es manté des de l'any 1245 de forma ininterrompuda, i aquest és el municipi valencià l'únic que posseeix un campanar que mai no s'ha electrificat, el de l'església renaixentista de la Mare de Déu de l'Assumpció. El campanar de principis del segle xvii, el tercer construït a Albaida des de la Conquesta, no és un dels espais físics del MitMac.
El Toc Manual de Campanes està declarat Bé d'Interès Cultural Immaterial (BIC) des de 2013.
El projecte de creació del Museu Internacional del Toc Manual de Campanes a Albaida està en el desig de crear un espai innovador que mitjançant experimentació de sensacions i emocions (que permetin fer visible la part immaterial del toc manual de campanes), pretén conservar, estudiar, divulgar i fomentar el toc manual de campanes. Aquest objectiu el converteix en el primer museu del món dedicat al toc manual de campanes i per això ser referent europeu i mundial de la campanologia.
El Museu es va reconèixer com a museu de la Comunitat Valenciana el 7 d'octubre de 2015.
Forma part de la Xarxa de Museus Etnològics Locals de la Diputació de València des del 27 de febrer de 2017.
El Ministeri de Cultura i Esport va presentar la candidatura del Toc Manual de Campanes perquè fos inscrita a la Llista Representativa del Patrimoni Cultural Immaterial de la Humanitat de la UNESCO. La presentació de la candidatura estava impulsada per les associacions Hispania Nostra, Campaners d’Albaida, el Museu Internacional del Toc Manual de Campanes, MitMac, i recolzada per les associacions de campaners; i neix a partir de l'organització, el 21 d'abril del 2018, d'un gran toc de campanes, tant a Espanya com a Europa, en què van participar més de mil campanars que han conservat o recuperat el toc manual de campanes.
El 26 de febrer de 2019, l'Ajuntament d'Albaida i la Colla de Campaners d'Albaida van subscriure un conveni pel qual aquesta entitat local autoritza l'ús del Palau Marquesal, de la seva titularitat, a l'associació Colla de Campaners d'Albaida, per a les activitats del MitMac, així com per exposar, difondre i ampliar les peces i altres elements que integren el patrimoni inventariat del Museu.
Albaida conserva el Toc Manual de Campanes de manera diària i ininterrompuda des del segle xiii i aquest fet va ser decisiu per ser declarada "Capital Valenciana del Toc Manual de Campaners" pel Consell de la Generalitat l'1 d'octubre de 2021. El 30 de novembre de 2022 va quedar reconegut per la UNESCO el Toc Manual de Campanes com a Patrimoni Cultural Immaterial de la Humanitat, la decisió va ser presa en una reunió del comitè intergovernamental a Rabat, i amb ella es va voler premiar la tasca de recuperació i promoció de la tècnica ancestral desenvolupada del toc manual de campanes per la Colla de Campaners d'Albaida.
Aquesta declaració va permetre donar l‟impuls final i definitiu per executar el projecte de la Colla de Campaners d‟Albaida i de la localitat d‟obrir el Museu Internacional del Toc Manual de Campanes, MitMac. L'ajuntament va rebre una subvenció directa de la Generalitat Valenciana per iniciar el projecte (utilitzant-la per a la redacció i definició del projecte museístic del MitMac), que necessita una inversió que supera el milió d'euros.
El Museu del Toc Manual de Campanes d’Albaida tenia en aquells moments alguns dels cinc espais projectats ja en funcionament. Així, ja existia el primer àmbit, el denominat Campanar Viu, el campanar de l'església d'Albaida que disposa de deu campanes, on es realitza cada dia el toc manual, i que acull visites guiades a càrrec dels campaners de la Colla local, associació encarregada de mantenir la tècnica manual ancestral. El segon àmbit, també en marxa en aquell moment, era l'Escola del Toc Manual de Campanes, que funciona al Palau Marquesalque estava pendent del procés de legalització de la conselleria per dur a terme cursos, no només per a la formació de futurs campaners, sinó per a col·lectius implicats en el toc i les campanes.
Entre els àmbits o espais encara per crear en el moment de la declaració de Patrimoni Cultural Immaterial de la Humanitat, cal destacar l'àrea de recerca, el centre d'estudis vinculat al toc manual (que disposarà d'un arxiu sonor i audiovisual) o el Carilló de campanes (que es tracta d'un instrument similar a un piano, però que percut sons de campanes, de tocs de campanes, i del qual hi ha molt pocs exemplars al territori espanyol).
El darrer àmbit del MitMac és l'Espai de les Emocions, un espai divulgatiu que oferirà un recorregut amb una immersió a l'ancestral tècnica i comptarà la història del toc manual, la seu del qual serà la segona planta del Palau Marquesal, conegut també com El Palau dels Milà i Aragó d'Albaida.

## Descripció
El MitMac està dividit en cinc seccions que presenten cinc ubicacions diferents, el conjunt de les quals formarà el museu.
Els espais del MitMac estan ubicats als edificis històrics més emblemàtics de la ciutat d'Albaida, el Palau dels Milà i Aragó (també anomenat Palau Marquesal) i el Campanar, tots dos dins la vila medieval. L'espai museístic que s'ubica al campanar es coneix com el Campanar Viu. En aquest lloc emblemàtic s'ubiquen deu campanes, i es converteix dia a dia en l'epicentre del toc manual de campanes, tècnica ancestral que ha estat acuradament preservada a través dels segles. Al llarg de l'any, més de 3.200 tocs manuals ressonen des d'aquest campanar.
L'any 2023 el Museu Internacional del Toc Manual de Campanes d'Albaida, el MITMAC, va celebrar el Dia dels Museus inaugurant les cinc campanes que li faltaven per completar l'escola de formació del Toc Manual.
Aquest centre formatiu compta amb un nou campanar interactiu construït als cellers del Palau amb la capacitat tècnica d'adaptació per poder practicar diferents maneres de fer-los sonar, i així poder adaptar-se a altres estils i maneres diferents dels d'Albaida. L'associació Campaners d'Albaida, custòdia d'aquesta tradició, mantenint la tècnica viva i duent a terme les visites guiades al campanar, per convidar el públic a explorar aquest patrimoni únic. Els visitants tenen l'oportunitat de presenciar en viu els tocs, revoltejos i repics a la sala de Campanas.
L'espai dedicat a divulgar el toc manual de campanes d'Europa i del món sencer, està localitzat a la segona planta (la cambra) del Castell-Palau dels Milà d'Aragó.
Aquesta part del museu tindrà un recorregut físic guiat, que intenta ser una al·legoria de com s'accedeix a l'espai on es materialitza el toc manual de campanes, el campanar. Per això el recorregut comença a la porta d'un campanar, els visitants són rebuts i mentre pugen per l'escala imaginària del campanar virtual viatgen pel món descobrint, aprenent i experimentant. Es tracta doncs d'una secció del museu que pretén donar a conèixer, per mitjà de percepcions sensorials, el món de les campanes, i el toc manual de les mateixes, per això la denominació d'aquesta secció del museu (Espai de les Emocions).